# Cleome pilosa
Cleome pilosa är en paradisblomsterväxtart som beskrevs av George Bentham. Cleome pilosa ingår i släktet paradisblomstersläktet, och familjen paradisblomsterväxter. Inga underarter finns listade i Catalogue of Life.